# Deep Sea Drilling Project

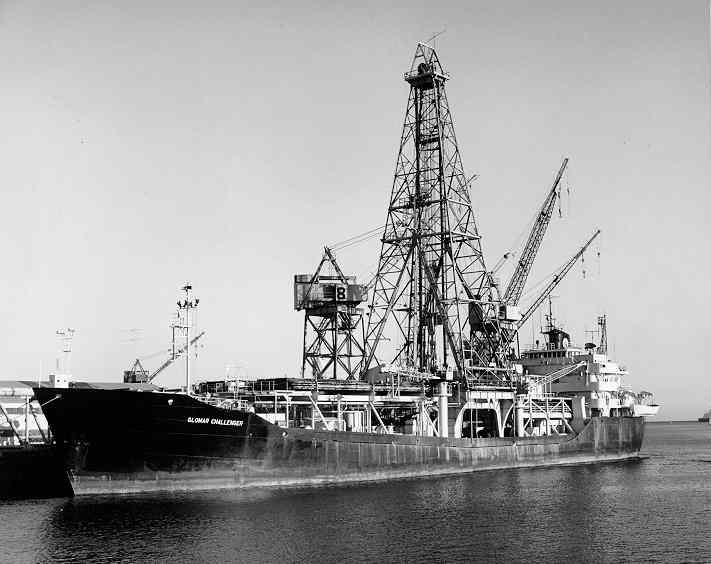
Die Glomar Challenger

Das Deep Sea Drilling Project (DSDP) war ein amerikanisches Projekt zur Erforschung der Plattentektonik und Paläozeanografie. Das DSDP lief im Zeitraum 1968 bis 1983. Ab 1985 folgte das Ocean Drilling Program (ODP) mit verbesserter Technik.

## Vorgehensweise
Das eingesetzte Forschungsschiff Glomar Challenger bot die Möglichkeit, Bohrungen auf dem Meeresgrund der Tiefsee vorzunehmen und so Gesteinsproben zu gewinnen. Hierzu wurde beispielsweise bei einer Wassertiefe von einigen tausend Meter ein tausend Meter tiefes Loch in den Meeresgrund gebohrt.

## Hintergrund
Die Gesteinsproben bzw. Ablagerungen vom Meeresgrund enthalten indirekte Informationen zu historischen Klimaschwankungen und Umweltbedingungen. So bleiben z. B. Schalenfragmente von Mikroalgen in den Sedimenten erhalten und können über Jahrtausende hinweg ausgewertet werden.